# Ye Vengeful Vagabonds
Ye Vengeful Vagabonds è un cortometraggio muto del 1914 diretto da Edward J. Le Saint.

## Produzione
Il film fu prodotto dalla Selig Polyscope Company.

## Distribuzione
Distribuito dalla General Film Company, il film - un cortometraggio in una bobina - uscì nelle sale cinematografiche statunitensi il 14 settembre 1914.